# Патака (Потенца)
Патака (итал. Patacca) је насеље у Италији у округу Потенца, региону Базиликата.
Према процени из 2011. у насељу је живело 161 становника. Насеље се налази на надморској висини од 829 м.